# The Lonedale Operator
The Lonedale Operator és un curtmetratge mut de la Biograph dirigit per D. W. Griffith a partir d'un guió de Mack Sennett i protagonitzat per Blanche Sweet. La pel·lícula es va estrenar el 23 de març de 1911. La pel·lícula il·lustra algunes de les innovacions introduïdes per Griffith en l'inici del cinema. Se'n conserva una còpia al Museu d'Art Modern de Nova York.

## Argument
Una noia es fa càrrec d'una estació de telègrafs solitària després que el seu pare es posi malalt. Després que s'entregui la nòmina de la mina de la ciutat, dos rodamóns intenten robar els diners. La noia frustra el robatori quan és capaç de telegrafiar a l'estació per avisar de la situació i pot retenir els lladres simulant que té una pistola fins l'arribada en tren que porta l'ajuda amb el seu promès.

## Repartiment
- Blanche Sweet (filla del telegrafista)
- George Nichols (telegrafista)
- Verner Clarges (a l'oficina de nòmines)
- Guy Hedlund (en el tren)
- Jeanie Macpherson (a l'oficina de nòmines)
- W. C. Robinson (a l'oficina de nòmines)
- Edward Dillon (telegrafista)
- Francis J. Grandon (maquinista)
- Joseph Graybill (rodamón)
- Dell Henderson (rodamón)
- Wilfred Lucas (bomber)
- W. Chrystie Miller (a l'estació)
- Charles West (agent de la companyia)

## Rellevància de la pel·lícula
A diferència de la majoria de les pel·lícules de l'època que tenien una línia argumental simple fixada en una única localització, “The Lonedale Operator" alterna tres espais principals: l'interior de l'oficina del telègraf, l'exterior on es troben els lladres i el tren de rescat. Tot i que el 1911 el públic no estava acostumat a l'edició saltant d'una escena a l'altra, l'ús del telègraf va ajudar a Griffith a fer entendre la connexió entre les escenes de manera que poguessin seguir la trama. La pel·lícula també és significativa per l'ús que Griffith va fer del primer pla d'una clau Stillson, que la noia pretén fer passar per una pistola. Tot i que no és segur que fos el primer exemple d'un primer pla, en el moment de l'estrena de la pel·lícula, aquests eren poc freqüents. Un altre recurs tècnic és el tintat de la pel·lícula en blau per simular la nit en el moment en què Blanche Sweet tanca el llum per evitar que els rodamóns no s'adonin que el que té no és una pistola. “The Lonedale Operator" il·lustra el domini creixent de Griffith sobre el mitjà cinematogràfic.